# Piantedo
Piantedo är en ort och kommun i provinsen Sondrio i regionen Lombardiet i Italien. Kommunen hade 1 390 invånare (2018).